# Пазинелли, Лоренцо
Лоренцо Пазинелли (итал. Lorenzo Pasinelli; 4 сентября 1629, Болонья — 4 марта 1700, Болонья) — итальянский живописец эпохи барокко болонской школы.

## Биография
Лоренцо Пазинелли родился в 1629 году в Болонье. Обучался живописи в студии Симоне Кантарини. Затем он продолжил обучение в Риме. В некоторых его работах ощущается влияние маньеризма. В обзоре двух крупных болонских художников около 1700 года неизвестный автор так описывает творчество Пазинелли: «Лоренцо нравился замысел Рафаэля в сочетании с обаянием Паоло Веронезе; в то время как Карло (Чиньяни) импонировало изящество Корреджо, соединенное с эрудицией Аннибале (Карраччи) … Однако Пизанелли не достиг полноты правильного замысла, который воплотил Веронезе».
После 1648 Лоренцо пазинелли сотрудничал с Фламинио Торре. Владел собственной мастерской в Болонье. Много работал для болонских церквей, для итальянской аристократии и высших духовных лиц. Среди прочего, создал картину «Чудо святого Антония» для церкви Сан-Франческо (в настоящее время — Сан-Петронио).
С 1644 по 1658 год настоятель Чертоза-ди-Болонья дон Даниэле Гранчио поручил некоторым известным художникам, работавшим в городе Болонья, создать цикл с рассказами о жизни Христа для украшения церкви Сан-Джироламо. Пазинелли написал также «Святое семейство» и «Воскресение из мёртвых» для церкви Сан-Франческо. Важное значение имеет картина «Чудо святой Урсулы» в Национальной пинакотеке Болоньи. Пазинелли работал также в Мантуе, Турине и Риме, а затем вернулся в Болонью.
Среди его учеников Донато Крети, выдающийся итальянский живописец, Джампьетро Дзанотти, Джан Антонио Буррини, Даль Соле, Джованни Джозеффо Джозеффо даль Соле, Джузеппе Мария Мадза и Антонио Лоренцини.

## Галерея

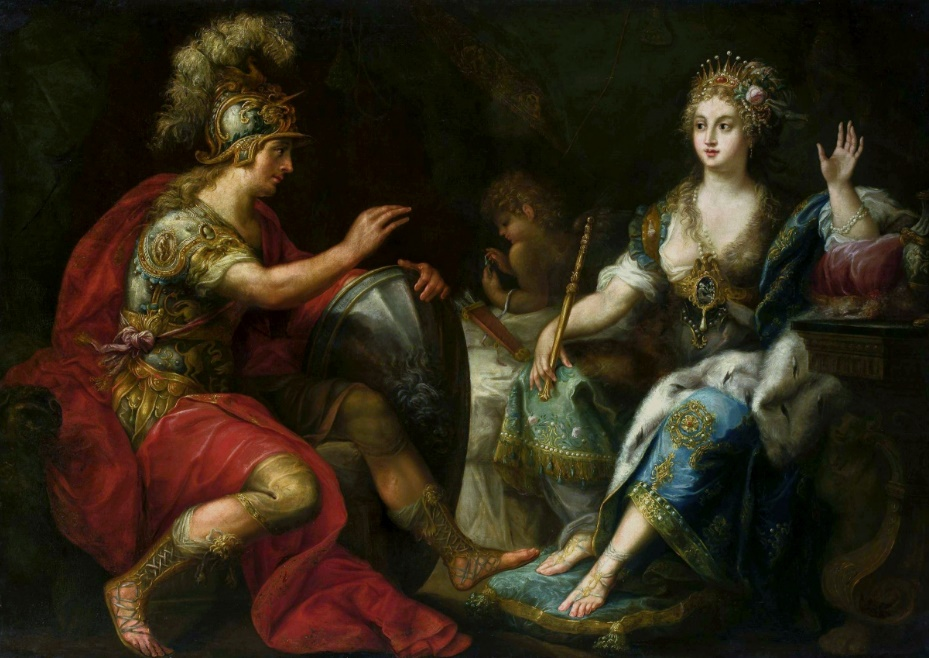
Дидона и Эней. Национальный музей, Варшава
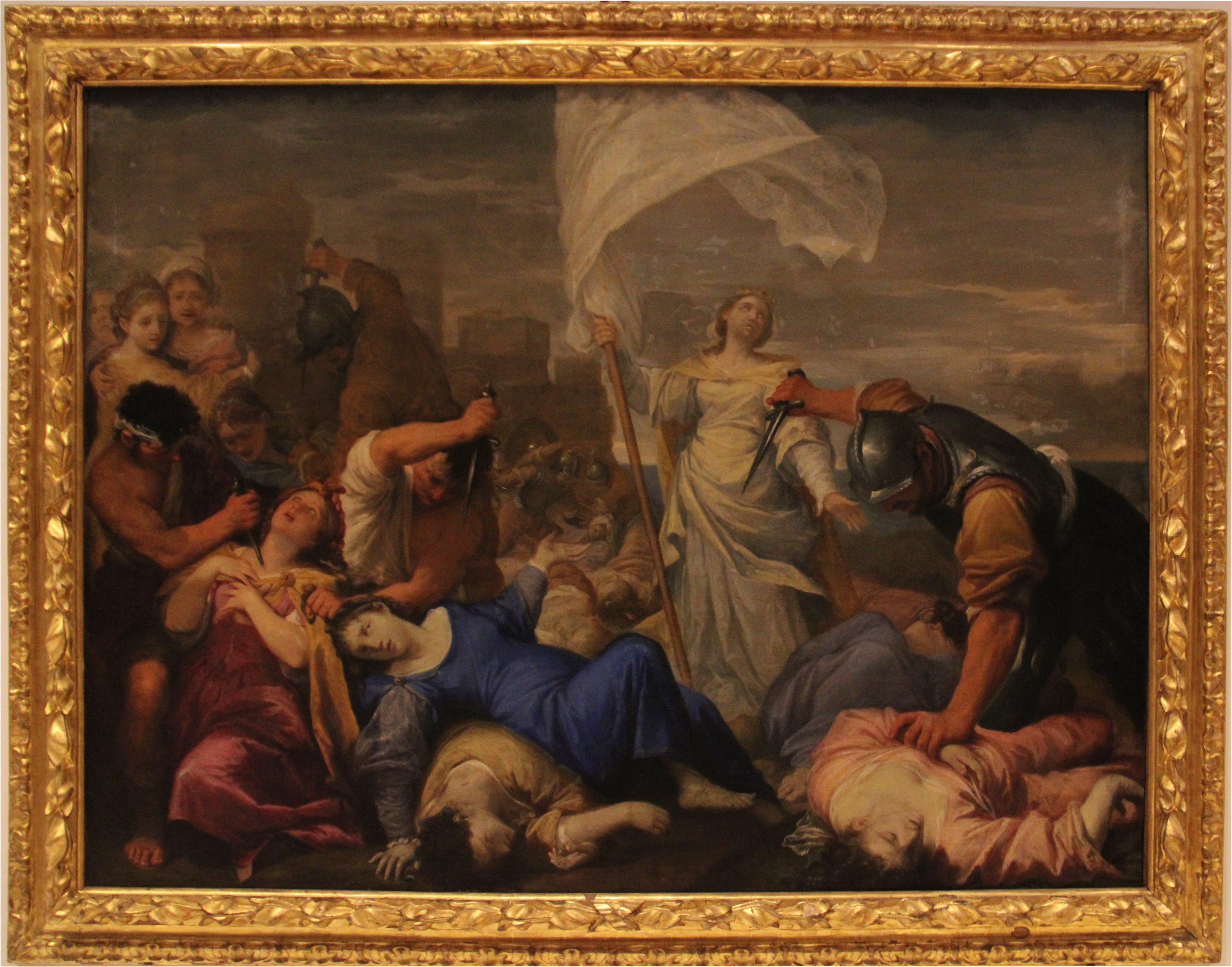
Чудо Святой Урсулы. 1685. Национальная пинактотека, Болонья
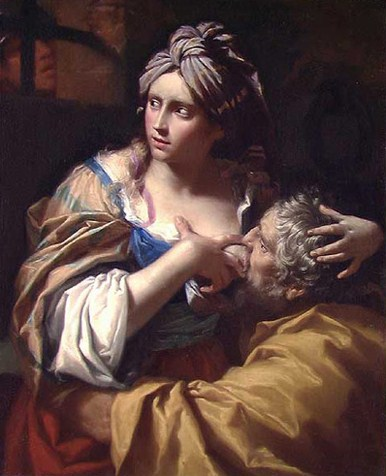
Милосердие римлянки. 1670. Национальная галерея, Осло
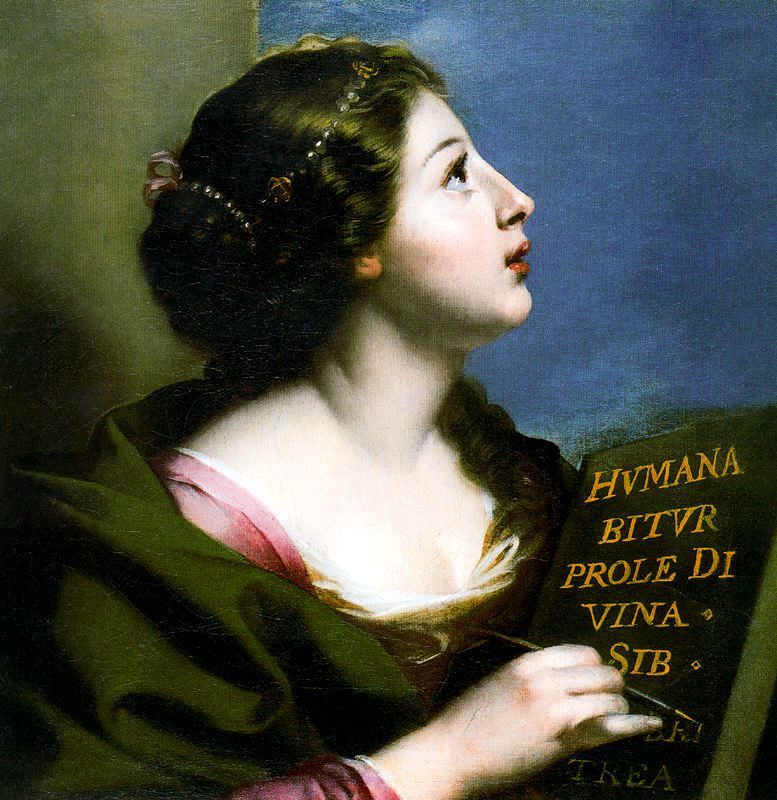
Сивилла Эритрейская. Палаццо Берберини, Рим
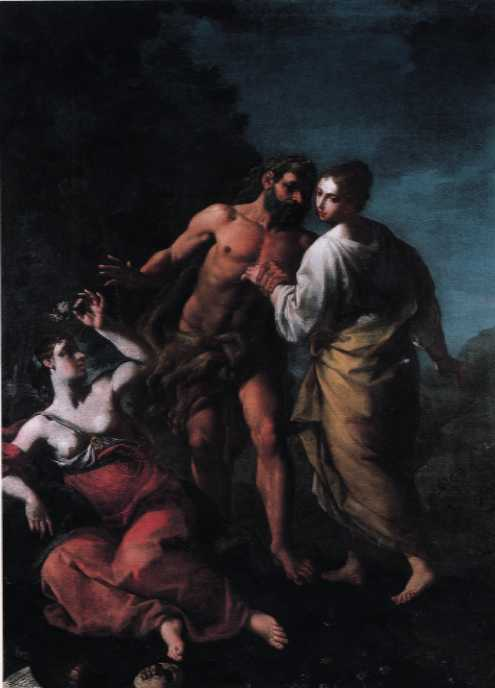
Геркулес на распутье. 1690. Частное собрание
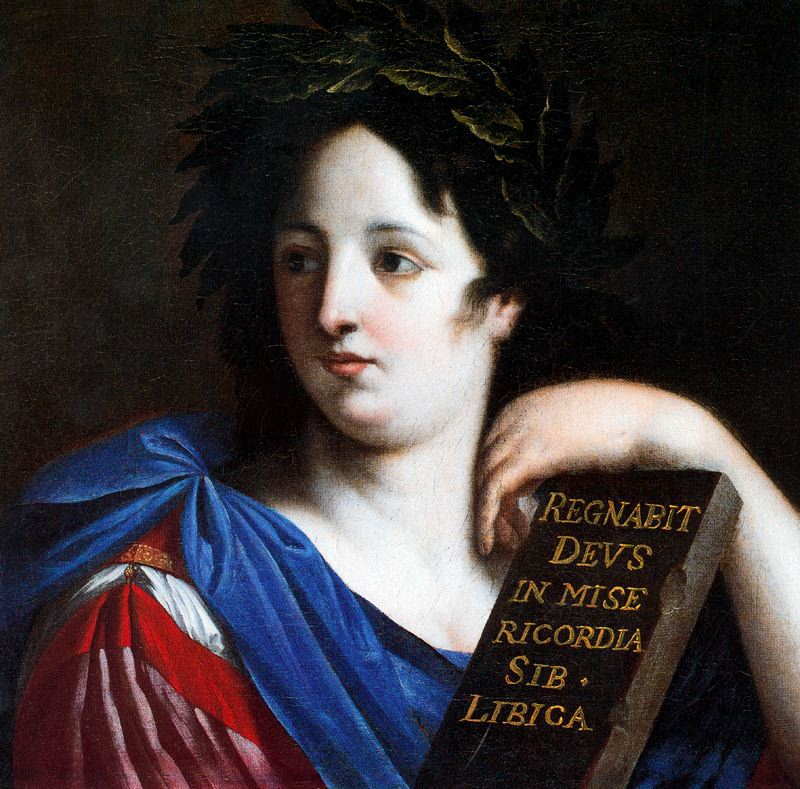
Сивилла Ливийская. Палаццо Берберини, Рим